# Listă de filme de groază din 2013
Aceasta este o listă de filme de groază din 2013.
| Titlu                                            | Regizor                                              | Distribuție                                                | Țara                                 | Note                                        |
| ------------------------------------------------ | ---------------------------------------------------- | ---------------------------------------------------------- | ------------------------------------ | ------------------------------------------- |
| Alpha Girls                                      | Tony Trov & Johnny Zito                              | Ron Jeremy, Nikki Bell                                     | Statele Unite ale Americii           | [ 1 ]                                       |
| Arcana                                           | Yoshitaka Yamaguchi                                  | Tao Tsuchiya, Masataka Nakagauchi, Kaito                   | Japonia                              | [ 2 ]                                       |
| Bad Milo!                                        | Jacob Vaughan                                        | Ken Marino, Peter Stormare, Gillian Jacobs                 | Statele Unite ale Americii           | Comedie de groază                           |
| Bunshinsaba 2                                    | Ahn Byeong-ki                                        | Xin Zhilei, Park Han-byul, Zhang Haoran                    | Republica Populară Chineză           | [ 4 ]                                       |
| Carrie                                           | Kimberly Peirce                                      | Chloë Grace Moretz, Julianne Moore, Gabriella Wilde        | Statele Unite ale Americii           | [ 5 ]                                       |
| The Chrysalis                                    | Qiu Chuji                                            | Sandrine Pinna, Ren Quan, Lee Wei                          | Republica Populară Chineză           | [ 6 ]                                       |
| Curse of Chucky                                  | Don Mancini                                          | Fiona Dourif, Danielle Bisutti, Brennan Elliott            | Statele Unite ale Americii           | [ 7 ]                                       |
| The Complex                                      | Hideo Nakata                                         | Atsuko Maeda, Hiroki Narimiya, Masanobu Katsumura          | Japonia                              | [ 8 ]                                       |
| The Conjuring                                    | James Wan                                            | Vera Farmiga, Patrick Wilson, Ron Livingston, Lili Taylor  | Statele Unite ale Americii           | [ 9 ]                                       |
| Dark Skies                                       | Scott Stewart                                        | Keri Russell, Josh Hamilton, Dakota Goyo                   | Statele Unite ale Americii           | [ 10 ]                                      |
| Dark Touch                                       | Marina de Van                                        | Marie Missy Keating, Marcella Plunkett, Padraic Delaney    | Franța · Republica Irlanda           | [ 11 ]                                      |
| The Deadly Strands                               | Zhao Xiaoxi, Zhao Xiao'ou                            | Leon Dai, Zak Di, Kong Qianqian                            | Republica Populară Chineză           | [ 12 ]                                      |
| Domnișoara Christina                             | Alexandru Maftei                                     | Ioana Anastasia Anton, Maia Morgenstern                    | România                              | bazat pe nuvela omonimă a lui Mircea Eliade |
| Evil Dead                                        | Fede Alvarez                                         | Jane Levy, Shiloh Fernandez, Lou Taylor Pucci              | Statele Unite ale Americii           | [ 13 ]                                      |
| Frankenstein's Army                              | Richard Raaphorst                                    | Karel Roden, Joshua Sasse, Robert Gwilym                   | Țările de Jos                        | [ 14 ]                                      |
| Hatchet III                                      | B.J. McDonnell                                       | Danielle Harris, Kane Hodder, Zach Galligan                | Statele Unite ale Americii           | [ 15 ]                                      |
| The Haunting in Connecticut 2: Ghosts of Georgia | Tom Elkins                                           | Chad Michael Murray, Abigail Spencer, Katee Sackhoff       | Statele Unite ale Americii           | [ 16 ]                                      |
| Horror Stories 2                                 | Jeong Beom-Sik, Kim Hwi, Kim Seong-ho, Min Gyoo-dong |                                                            | Coreea de Sud                        | [ 17 ]                                      |
| I Spit on Your Grave 2                           | Steven R. Monroe                                     | Jemma Dallender, Joe Absolom, Yavor Baharoff               | Statele Unite ale Americii           | [ 18 ]                                      |
| It's a Beautiful Day                             | Kayoko Asakura                                       | Kim Kkot-bi, Nanako Ohata, Adam LaFramboise                | Japonia · Statele Unite ale Americii | [ 19 ]                                      |
| Killer Toon                                      | Kim Yong-kyoon                                       | Lee Si-young, Um Ki-joon, Hyeon-u                          | Coreea de Sud                        | [ 20 ]                                      |
| The Last Exorcism Part II                        | Ed Gass-Donnelly                                     | Ashley Bell, Julia Garner, Spencer Treat Clark             | Statele Unite ale Americii           | [ 21 ]                                      |
| Lift to Hell                                     | Ning Jingwu                                          | Blue Lan, Chrissie Chau, Tse Kwan-ho                       | Republica Populară Chineză           | [ 22 ]                                      |
| Long Weekend                                     | Taweewat Wantha                                      | Chinawut Indracusin, Sheranut Yusananda, Sean Jindachot    | Thailanda                            | [ 23 ]                                      |
| Mama                                             | Andres Muschietti                                    | Jessica Chastain, Nikolaj Coster-Waldau, Megan Charpentier | Spania · Canada                      | [ 24 ] [ 25 ]                               |
| Midnight Train                                   | Zhang Jiangnan                                       | Huo Siyan, Kara Hui, Calvin Li                             | Republica Populară Chineză           | [ 26 ]                                      |
| Miss Zombie                                      | Sabu                                                 | Ayaka Komatsu, Makoto Togashi, Riku Onishi                 | Japonia                              | [ 27 ]                                      |
| Mysterious Island 2                              | Rico Chung                                           | Deng Jiajia, Julian Chen, Wei Yuhai                        | Republica Populară Chineză           | [ 28 ]                                      |
| Pee Mak                                          | Banjong Pisanthanakun                                | Mario Maurer, Davika "Mai" Horne, Nattapong Chartpong      | Thailanda                            | Comedie de groază                           |
| Possession                                       | Brillante Ma. Mendoza                                | Meryll Soriano, Baron Geisler, Dennis Trillo               | Filipine                             | [ 30 ]                                      |
| Rigor Mortis                                     | Juno Mak                                             | Chin Siu-ho, Kara Hui, Nina Paw                            | Hong Kong                            | [ 31 ]                                      |
| Siyaah                                           | Azfar Jafri                                          | Hareem Farooq, Qazi Jabbar, Mahnoor Usman, Ahmed Ali Akbar | Pakistan                             | [ 32 ] [ 33 ]                               |
| Tales from the Dark 1                            | Simon Yam, Lee Chi-ngai, Fruit Chan                  | Simon Yam, Tony Leung Ka-fai, Susan Shaw                   | Hong Kong                            | [ 34 ]                                      |
| Tales from the Dark 2                            | Gordon Chan, Lawrence "Ah Mon" Lau, Teddy Robin      | Fala Chen, Chan Fat-kuk, Teddy Robin                       | Hong Kong                            | [ 35 ]                                      |
| Texas Chainsaw 3D                                | John Luessenhop                                      | Alexandra Daddario, Scott Eastwood, Tania Raymonde         | Statele Unite ale Americii           | [ 36 ]                                      |
| V/H/S/2                                          | Various                                              | Various                                                    | Statele Unite ale Americii           | [ 37 ]                                      |
| Warm Bodies                                      | Jonathan Levine                                      | Nicholas Hoult, Teresa Palmer, Rob Corddry                 | Statele Unite ale Americii           | Comedie de groază                           |
| We Are What We Are                               | Jim Mickle                                           | Bill Sage, Ambyr Childers, Julia Garner                    | Statele Unite ale Americii           | [ 39 ]                                      |
| Willow Creek                                     | Bobcat Goldthwait                                    | Alexie Gilmore, Bryce Johnson                              | Statele Unite ale Americii           | [ 40 ]                                      |
| Witching and Bitching                            | Álex de la Iglesia                                   | Mario Casas, Hugo Silva, Carmen Maura                      | Spania                               | [ 41 ]                                      |
| World War Z                                      | Marc Forster                                         | Brad Pitt, Mireille Enos, Daniella Kertesz                 | Statele Unite ale Americii           | [ 42 ]                                      |